# Наварро, Питер
Питер Кент Наварро (англ. Peter Kent Navarro; род. 15 июля 1949, Кембридж, штат Массачусетс) — американский экономист, профессор экономики в Бизнес-школе Калифорнийского университета в Ирвайне. Директор Национального торгового совета с 2017 года. Член Республиканской партии с 2018 года.
Был кандидатом на должность мэра Сан-Диего, баллотировался в Палату представителей.
В администрации Трампа Наварро был советником по вопросам торговли и поощрял Трампа к проведению протекционистской политики в торговле. Объясняя свою роль в администрации Трампа, Наварро заявил, что он там для того, чтобы «предоставлять аналитику, которая подтверждает интуицию [Трампа] [в вопросах торговли]. А его интуиция в этих вопросах всегда права». В 2018 году, когда администрация Трампа проводила политику торговых ограничений, Наварро утверждал, что ни одна страна не примет ответных мер против тарифов США «по той простой причине, что мы являемся самым прибыльным и самым большим рынком в мире»; вскоре после введения тарифов другие страны все-таки ввели ответные тарифы против США, что привело к торговым войнам.
В последний год работы в администрации Трампа Наварро участвовал в принятии администрацией ответных мер на COVID-19. В начале своей деятельности он в частном порядке предупреждал администрацию об угрозе, исходящей от вируса, но публично преуменьшал риски. Он публично конфликтовал с Энтони Фаучи, директором Национального института аллергии и инфекционных заболеваний, поскольку Наварро пропагандировал гидроксихлорохин в качестве средства лечения COVID-19 и осуждал различные меры общественного здравоохранения по остановке распространения вируса.
После того как Джо Байден выиграл выборы 2020 года, а Дональд Трамп отказался признать поражение, Наварро выдвинул теории заговора о фальсификации выборов, а в феврале 2022 года его вызвали в суд для дачи показаний перед Специальным комитетом Палаты представителей по делу о нападении 6 января. Наварро отказался дать показания, ссылаясь на привилегии исполнительной власти, и его дело было передано в Министерство юстиции; 2 июня 2022 года большое жюри присяжных предъявило ему обвинение по двум пунктам в неуважении к Конгрессу; две недели спустя он не признал себя виновным.

## Ранние годы
Наварро родился 15 июля 1949 года в Кембридже, штат Массачусетс. После того, как его родители развелись, когда ему было 9-10 лет,  он жил со своей матерью, Эвелин Литтлджон, секретарем Saks Fifth Avenue, в Палм-Бич, Флорида. Подростком он жил в Бетесде, штат Мэриленд в двухкомнатной квартире с матерью и братом. Наварро учился в средней школе Bethesda-Chevy Chase.
Наварро учился в Университете Тафтса по академической стипендии, получив высшее образование в 1972 году со степенью бакалавра искусств. Затем он провел три года в Корпусе мира США, служа в Таиланде.
Он получил степень магистра в Школе управления имени Джона Ф. Кеннеди (1979), доктор экономики (Гарвардский университет, 1986).

## Сочинения
- The Coming China Wars (2006)
- Seeds of Destruction (в соавторстве с Г. Хаббардом, 2010)
- Death by China: Confronting the Dragon — A Global Call to Action (2011)
- Crouching Tiger: What China’s Militarism Means for the World (2015)

## Ссылка
- Официальный сайт
- Калифорнийский университет